# Homoaconitate hydratase
L'homoaconitate hydratase est une lyase qui catalyse la réaction :
homoisocitrate  {\displaystyle \rightleftharpoons }  cis-homoaconitate + H2O.
Cette enzyme intervient dans la biosynthèse de la lysine.